# The Notebook
The Notebook is een film uit 2004 onder regie van Nick Cassavetes. Het is een verfilming van het boek van Nicholas Sparks.

## Verhaal
Het plot ontvouwt zich door middel van lange flashbacks: het verhaal, dat zich grotendeels in de jaren 40 afspeelt, wordt door de oude Noah aan zijn dement geworden vrouw Allie in een verzorgingstehuis verteld. Hij leest het haar voor uit een schriftje.
Allie (Allison) Hamilton is een welvarend, 17-jarig meisje dat haar zomer doorbrengt in Seabrook. Daar ontmoet ze Noah Calhoun. Hij werkt op een houtzagerij met Fin, het vriendje van Allies goede vriendin Sarah.
Noah ziet Allie op de kermis en is op slag verliefd op haar. Eerst moet Allie niets van Noah weten, maar langzamerhand valt zij voor zijn charmes. Samen beleven ze een prachtige zomer vol liefde en hartstocht, maar de ouders van Allie keuren hun relatie niet goed. Noah verdient maar weinig geld en zij willen een goede toekomst voor hun dochter, om deze reden verbieden ze Allie Noah nog te zien.
Na deze ruzie begint Noah in te zien dat een relatie op afstand eigenlijk geen relatie is, nu Allie naar New York vertrekt. Allie verbreekt hun relatie uit wanhoop en verdriet, maar ze heeft er meteen spijt van en wil Noah opzoeken, maar haar ouders nemen haar mee terug naar huis.
Fin stelt Allie gerust en zegt dat Noah haar zal schrijven, als hij wil. Dat doet hij, hij schrijft haar een jaar lang elke dag een brief, maar ze blijven allemaal onbeantwoord. Noah is in de veronderstelling dat Allie niets meer van hem wil weten, maar Allie wacht op zijn brieven, die haar moeder stiekem achterhoudt. Na een jaar beginnen Noah en Allie aan een nieuw leven, zonder elkaar.
Noah gaat voor de oorlog naar het front met Fin, die daar sterft bij een bominslag. Allie geeft zich op als vrijwillige verpleegster voor de gewonde soldaten en daar ontmoet ze Lon, een rijke man die wel bij haar ouders in de smaak valt. Allie verlooft zich met hem, maar Noah blijft in haar hoofd. Ondertussen is Noah teruggekomen en heeft hij samen met zijn vader een oud onbewoonbaar huis gekocht en geheel opgeknapt. Als Allie haar trouwjurk past en ze de krant leest, ziet ze een foto van Noah voor het opgeknapte huis, en besluit ze voordat ze gaat trouwen een paar dagen ertussenuit te knijpen en naar Noah, in Seabrook, toe gaan. De dagen dat ze daar is zijn hartstochtelijk en de vlam tussen Allie en Noah begint weer te branden.
Op een gegeven moment komt haar verloofde Lon naar het stadje Seabrook en uiteindelijk moet ze de keuze maken tussen Lon en Noah, en haar keuze valt op Noah. Jaren later zie je Noah en Allie in een verzorgingstehuis, Allie is dementerend en Noah zit bij haar. Alles wat ze hebben meegemaakt heeft Allie  opgeschreven in een boek. Achter in het boek vraagt ze hem het boek aan haar voor te lezen zodat haar geheugen weer even terugkomt op momenten dat ze dement is.

## Rolverdeling
| Acteur            | Personage         |
| ----------------- | ----------------- |
| Ryan Gosling      | Noah Calhoun      |
| Rachel McAdams    | Allison Hamilton  |
| Gena Rowlands     | Allison (ouder)   |
| James Garner      | Duke (Noah ouder) |
| James Marsden     | Lon Hammond       |
| Sam Shepard       | Frank Calhoun     |
| David Thornton    | John Hamilton     |
| Joan Allen        | Anne Hamilton     |
| Jamie Brown       | Martha Shaw       |
| Kevin Connolly    | Fin               |
| Heather Wahlquist | Sara Tuffington   |

## Trivia
- De acteurs die de hoofdrollen van Allie en Noah vertolkten (Rachel McAdams en Ryan Gosling) hadden twee jaar lang (2005-2007) in het echt een relatie.
- Rachel McAdams en Ryan Gosling, de twee hoofdrolspelers, wonnen voor deze film een prijs voor de Beste Kus bij de MTV Movie Awards (2005).
- Hockeysters van het Nederlands elftal kijken de film telkens voorafgaand aan de openingswedstrijd, een halve finale en de finale op een groot toernooi. Met de traditie werd begonnen tijdens het Europees Kampioenschap 2005. Volgens speelster Ellen Hoog werd er alleen verloren op de momenten dat er besloten werd een andere film te kijken.[1]